# ماندروکلس
ماندروکلس (Mandrocles)از اهالی ساموس، مهندس یونانی بود که در حدود سال ۵۱۳ ق م برآمد. هنگامی که داریوش اول‌ در ۵۱۳ ق م به لشکرکشی بر ضد سکاها پرداخت، ماندروکلس پلی از زورق‌ها بر روی بوسفور بست تا سپاه ایران از آن بگذرد (هرودوت‌، کتاب 4، 87 - 89)، این نخستین پل از نوع خودش است که گزارشی از آن ثبت شده است.